# 一神論 (寫本)

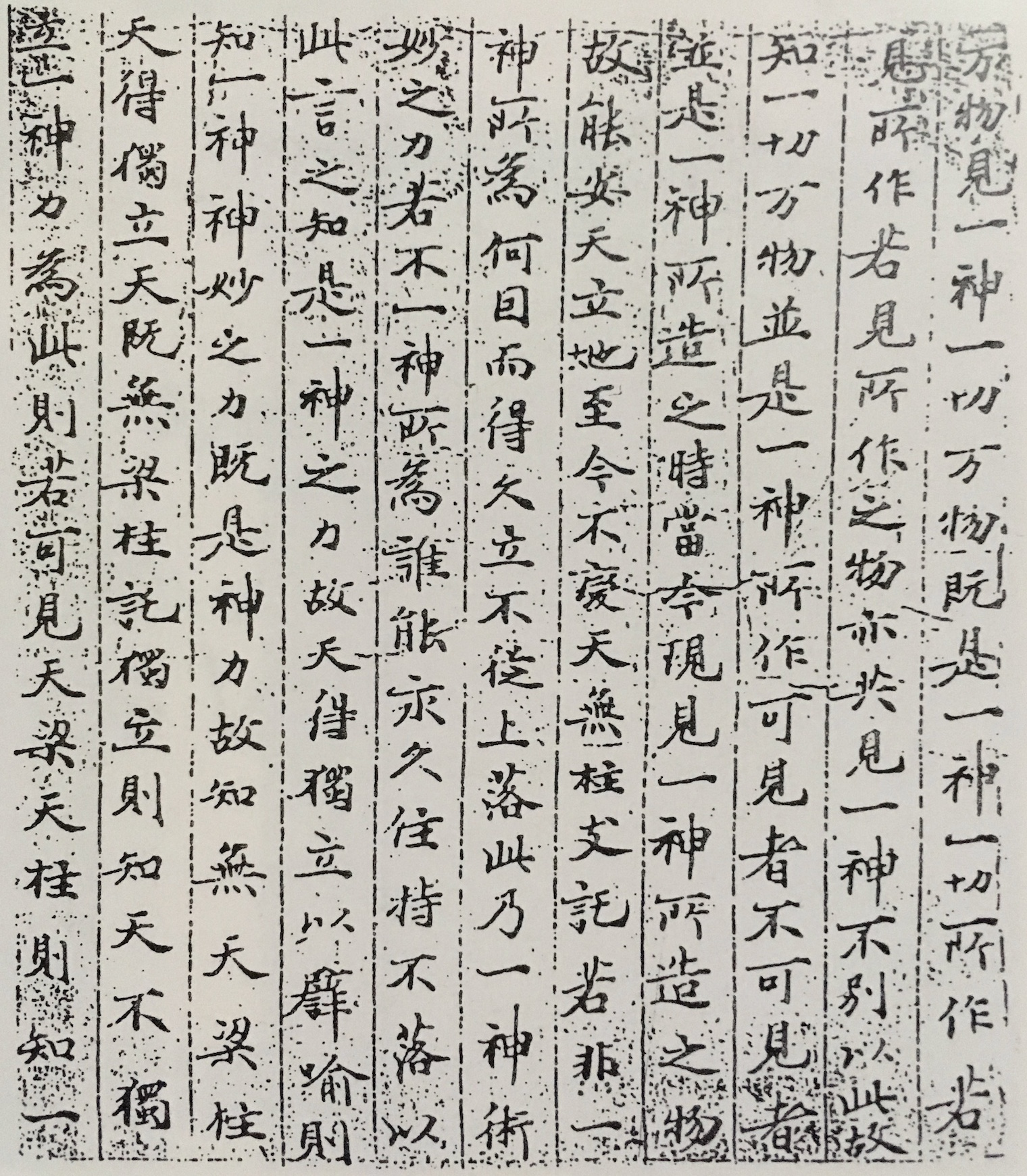
《一神論》開篇部份，今藏日本

《一神論》是在敦煌莫高窟藏經洞發現的唐朝景教寫本，為京都帝國大學講師富岡謙藏氏所收藏，因此被佐伯好郎稱作「富岡文書」。寫本首部已殘缺，可能撰於641至642年之間。經文由三部份組成，依次為〈喻第二〉、〈一天論第一〉、〈世尊布施論第三〉，「一神論」是全帙之總題名。香港大學中文學院教授林仰山（Frederick Sequier Drake）指出：
| “ | 這些標題令人困惑；祇有第二個標題才與內容相應；次序排列混亂……因此，各部份相互間的關係怎樣，原來是否由更多的部份構成，其性質如何，這些我們都不淸楚。 | ” |

## 內容
經文〈一天論第一〉開篇寫道：「萬物見一神，一切萬物，既是一神。」可知是用來闡述景教的神學理論；〈喻第二〉則運用多種比喻來解釋基督教的一神論；〈世尊布施論第三〉講述耶穌的傳道事蹟，比如有《馬太福音》中的「山上寶訓」等內容。景教經典時常借用佛教術語，這裡的「世尊」指的就是耶穌基督，在該寫本中亦將耶穌的名字譯作「翳數」。